# Dark Paradise
«Dark Paradise» — сингл американской певицы Ланы Дель Рей из её второго студийного альбома «Born to Die» (2012). Авторами композиции являются сама Лана Дель Рей и композитор Рик Ноуэлс, продюсером является Эмили Хейни. Сингл официально вышел 1 марта 2013 года (радиоверсия), самая первая версия альбомная вышла вместе с самим альбомом в 2012 году. Сингл вышел под лейблами Universal и Vertigo. По счёту песня в альбоме седьмая.

## Релиз сингла
В интервью июня 2012 года, Дель Рей заявила, что не будет выпускать песню как сингл, но сказала, что у неё есть планы выпустить клип в сентябре 2012 года. Тем не менее, музыкальное видео на песню так и не было выпущено, и 29 января 2013 года, было официально заявлено, что песня Dark Paradise будет выпущена как сингл, тем самым она официально стала пятым синглом альбома в Австрии и Германии, а шестым стала в Швейцарии. Он был выпущен для цифрового скачивания 1 марта 2013 года.

## Написание и создание
Billboard прокомментировал лирику песни: «Лана Дель Рей вновь заявляет о её вечной любви к любовнику плохому мальчику», добавив, что мелодия песни «похожа на воспоминания в песнях Мадонны, выпущенных в 80-х».

## Реакция критиков
Песня получила смешанные отзывы от критиков. Большинство критических обзоров пришли к выводу, что у песни есть мелодический тон, наряду с лирическим содержанием и повторяющегося производства. Издание Billboard дало песне отрицательный отзыв, заявив, что «наступает усталость», когда эта песня появляется в альбоме, и что песня «будет провальным вариантом для Дель Рей», даже если бы она никогда не выпустила «Blue Jeans» или «Video Games». Хайме Джилл из BBC Music использовал песню в качестве примера, что бы доказать, что «Born to Die» не является совершенным, сказав, что «это резко падает немного к концу, и производство глянцевого трип-хопа растет, что бы утомить на меньшие мелодрамы, как „Dark Paradise“». Дэвид Эдвардс из Drowned in Sound сказал вместе с «Carmen», что они не были лучшими треками в альбоме, сказав «тоскливый падший ангел фантазии сумм „Carmen“ до точно сфокусировано дрейф, что критики часто используют, чтобы очернить её и на таких песнях, как „Dark Paradise“, карикатура распространяется за пределы нашего сочувствия».
С другой стороны, многие критики считали, что критика в адрес песни привлекла его как выдающегося направления альбома. Los Angeles Times назвал его одним из лучших треков в альбоме вместе с «Video Games» и «Summertime Sadness». MuuMuse подчеркнул альбом как выдающийся, говоря: «Тем не менее, под готический экстерьер песни лежит глубоко романтический настрой, предполагая, что любовь козырит все обстоятельства, даже смерть…».

## Участники записи
Данные взяты из буклета Born to Die.
Основные
- Лана Дель Рей — вокал, бэк-вокал
- Мария Видал — дополнительный вокал

Инструменты
- Эмили Хейни — ударные, клавишные
- Деври Караоуглю- дополнительный синтезатор, оркестр ударных
- Рик Ноуэлс — гитара
- Дин Рейд — синтезатор
- Патрик Воррен — дополнительные клавишные

Создание и продюсирование
- Джон Дэвис — мастеринг
- Крис Галланд — ассистент миксера
- Ларри Голд — дирижёр
- Эмили Хейни — продюсер (альбомная версия)
- Деврим Караоглю — радиопродюсер (радиоверсия)
- Эрик Мэдрид — ассистент максера
- Мэни Марроклюн — монтаж песни
- Рик Ноуэлс — сопродюсер (альбомная версия); продюсер (радиоверсия)
- Стив Тирпак — ассистент продюсера

## Чарты
| Чарт (2013)                     | Высочайшая позиция |
| ------------------------------- | ------------------ |
| Австрия (Ö3 Austria Top 40)     | 42                 |
| Германия (GfK)                  | 45                 |
| Польша (Polish Airplay Top 100) | 5                  |
| Швейцария (Schweizer Hitparade) | 48                 |

## История релиза
| Страна    | Дата         | Формат(ы)                  | Лейбл             |
| --------- | ------------ | -------------------------- | ----------------- |
| Австрия   | 1 марта 2013 | CD single digital download | Vertigo Universal |
| Германия  | 1 марта 2013 | CD single digital download | Vertigo Universal |
| Швейцария | 1 марта 2013 | CD single digital download | Vertigo Universal |